# İstanbul (provinca)
Provinca Istanbul je provinca ki se nahaja v severozahodni Turčiji. Ima površino 5.196 km² in 11.622.257 prebivalcev (ocena 2006). Leta 2000 je bilo prebivalcev 10.018.735. Na zahodu meji na provinco Tekirdağ, na vzhodu na Kocaeli, na severu na Črno morje in na jugu na Marmarsko morje. Bospor (Boğaziçi) deli provinco na evropsko in azijsko stran. Prestolnica province je mesto Istanbul, ki zavzema večji del površine province.

## Okrožja
| - Adalar - Avcılar - Bağcılar - Bahçelievler - Bakırköy - Bayrampaşa - Beşiktaş - Beyoğlu - Büyükçekmece - Beykoz - Çatalca | - Eminönü - Eyüp - Esenler - Fatih - Gaziosmanpaşa - Güngören - Kadıköy - Kağıthane - Kartal - Küçükçekmece - Maltepe | - Pendik - Sarıyer - Silivri - Sultanbeyli - Şile - Şişli - Tuzla - Ümraniye - Üsküdar - Zeytinburnu |

Koordinati:   41°09′27″N, 28°52′06″E